# Tinamba
Tinamba är en ort i Australien. Den ligger i kommunen Wellington och delstaten Victoria, omkring 170 kilometer öster om delstatshuvudstaden Melbourne. Antalet invånare är 500.
Runt Tinamba är det mycket glesbefolkat, med 3 invånare per kvadratkilometer.. Närmaste större samhälle är Heyfield, nära Tinamba.
Trakten runt Tinamba består till största delen av jordbruksmark. Genomsnittlig årsnederbörd är 1 155 millimeter. Den regnigaste månaden är juni, med i genomsnitt 179 mm nederbörd, och den torraste är januari, med 50 mm nederbörd.